# Infanterie-Division Grafenwöhr
Die Infanterie-Division Grafenwöhr war eine deutsche Infanteriedivision im Zweiten Weltkrieg.

## Geschichte

### Aufstellung
Die Aufstellung der Division erfolgte am 4. Juli 1944 als sogenannte Schattendivision im Zuge der 28. Aufstellungswelle auf dem Truppenübungsplatz Grafenwöhr durch den Wehrkreis XIII mit zwei Grenadier-Regimentern mit je drei Bataillonen. Die Aufstellung sollte bis 1. August 1944 abgeschlossen werden.

### Abbruch der Aufstellung
Am 12. Juli 1944 wurde der Aufbau der Infanterie-Division Grafenwöhr vorzeitig beendet und die bereits aufgestellten Divisionsteile wurden zur Aufstellung der 544. Grenadier-Division, welche ebenfalls auf dem Truppenübungsplatz Grafenwöhr gebildet wurde, eingesetzt.

## Kommandeur
Kommandeur der Division war der Generalmajor Werner Ehrig, späterer Kommandeur der 544. Grenadier-Division.